# John Patton junior

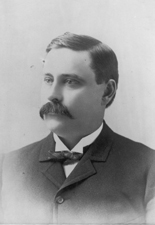
John Patton junior

John Patton Jr. (* 30. Oktober 1850 in Curwensville, Clearfield County, Pennsylvania; † 24. Mai 1907 in Grand Rapids, Michigan) war ein US-amerikanischer Politiker (Republikanische Partei), der den Bundesstaat Michigan im US-Senat vertrat.

## Leben
Patton bereitete sich an der Phillips Academy in Andover auf das College vor und machte 1875 seinen Abschluss in Yale, wo er ein Mitglied der Studentenverbindung Skull & Bones war. 1877 graduierte er an der juristischen Fakultät des Columbia College in New York City. Im folgenden Jahr zog er nach Grand Rapids in Michigan um, wo er Mitglied der Anwaltskammer wurde und als Jurist zu praktizieren begann.
Nach dem Tod von US-Senator Francis B. Stockbridge am 30. April 1894 wurde Patton von Michigans Gouverneur John Tyler Rich zu dessen Nachfolger berufen. Er trat sein Mandat im Kongress am 5. Mai dieses Jahres an und verblieb dort bis zum 14. Januar 1895. Die Wahl zum regulären Nachfolger verlor er gegen Julius C. Burrows.
Damit war Pattons politische Karriere bereits wieder beendet. Er stieg danach ins Bankgewerbe ein und wurde später Präsident des Board of Library Commissioners von Grand Rapids. Dort starb er im Jahr 1907.
Sein Vater John gehörte von 1861 bis 1863 sowie von 1887 bis 1889 als Abgeordneter für Pennsylvania dem US-Repräsentantenhaus an, sein jüngerer Bruder Charles zwischen 1911 und 1915.